# Badevel
Badevel és un municipi francès situat al departament del Doubs i a la regió de Borgonya - Franc Comtat. L'any 2007 tenia 879 habitants.

## Demografia

### Població
El 2007 la població de fet de Badevel era de 879 persones. Hi havia 324 famílies de les quals 80 eren unipersonals (44 homes vivint sols i 36 dones vivint soles), 96 parelles sense fills, 136 parelles amb fills i 12 famílies monoparentals amb fills.
La població ha evolucionat segons el següent gràfic:
Habitants censats

### Habitatges
El 2007 hi havia 360 habitatges, 333 eren l'habitatge principal de la família, 5 eren segones residències i 22 estaven desocupats. 273 eren cases i 86 eren apartaments. Dels 333 habitatges principals, 251 estaven ocupats pels seus propietaris, 73 estaven llogats i ocupats pels llogaters i 9 estaven cedits a títol gratuït; 5 tenien una cambra, 16 en tenien dues, 56 en tenien tres, 77 en tenien quatre i 178 en tenien cinc o més. 282 habitatges disposaven pel capbaix d'una plaça de pàrquing. A 125 habitatges hi havia un automòbil i a 171 n'hi havia dos o més.

### Piràmide de població
La piràmide de població per edats i sexe el 2009 era:
| Homes | Edats   | Dones |
| ----- | ------- | ----- |
| 0     | 95 o +  | 0     |
| 4     | 90 a 94 | 0     |
| 0     | 85 a 89 | 8     |
| 4     | 80 a 84 | 8     |
| 4     | 75 a 79 | 4     |
| 20    | 70 a 74 | 8     |
| 20    | 65 a 69 | 36    |
| 24    | 60 a 64 | 24    |
| 16    | 55 a 59 | 16    |
| 28    | 50 a 54 | 8     |
| 20    | 45 a 49 | 16    |
| 44    | 40 a 44 | 28    |
| 28    | 35 a 39 | 40    |
| 20    | 30 a 34 | 28    |
| 32    | 25 a 29 | 8     |
| 20    | 20 a 24 | 12    |
| 24    | 15 a 19 | 12    |
| 36    | 10 a 14 | 56    |
| 24    | 5 a 9   | 32    |
| 0     | 0 a 4   | 20    |

## Economia
El 2007 la població en edat de treballar era de 569 persones, 434 eren actives i 135 eren inactives. De les 434 persones actives 386 estaven ocupades (226 homes i 160 dones) i 48 estaven aturades (27 homes i 21 dones). De les 135 persones inactives 26 estaven jubilades, 52 estaven estudiant i 57 estaven classificades com a «altres inactius».

### Ingressos
El 2009 a Badevel hi havia 336 unitats fiscals que integraven 861,5 persones, la mediana anual d'ingressos fiscals per persona era de 18.841 €.

### Activitats econòmiques
Dels 20 establiments que hi havia el 2007, 4 eren d'empreses de fabricació d'altres productes industrials, 3 d'empreses de construcció, 2 d'empreses de comerç i reparació d'automòbils, 3 d'empreses de transport, 1 d'una empresa d'informació i comunicació, 1 d'una empresa de serveis, 3 d'entitats de l'administració pública i 3 d'empreses classificades com a «altres activitats de serveis».
Dels 5 establiments de servei als particulars que hi havia el 2009, 1 era una oficina de correu, 1 guixaire pintor, 1 fusteria i 2 perruqueries.
L'any 2000 a Badevel hi havia 5 explotacions agrícoles.

## Equipaments sanitaris i escolars
El 2009 hi havia una escola elemental.

## Poblacions més properes
El següent diagrama mostra les poblacions més properes.